# Parmotrema melanochaetum
Parmotrema melanochaetum är en lavart som först beskrevs av Kurok., och fick sitt nu gällande namn av O. Blanco, A. Crespo, Divakar, Elix & Lumbsch. Parmotrema melanochaetum ingår i släktet Parmotrema och familjen Parmeliaceae.   Inga underarter finns listade i Catalogue of Life.